# Terebra giorgioi
Terebra giorgioi é uma espécie de gastrópode do gênero Terebra, pertencente a família Terebridae.